# Туту, Десмонд
Де́смонд Мпи́ло Ту́ту (англ. Desmond Mpilo Tutu; 7 октября 1931, Клерксдорп, провинция Трансвааль — 26 декабря 2021, Кейптаун) — англиканский архиепископ Кейптаунский (первый чернокожий епископ в ЮАР), активный борец с апартеидом. Лауреат Нобелевской премии мира 1984 года.

## Биография
Родился в районе золотых приисков; был вторым из трех детей в семье и единственным сыном. Когда ему было 12 лет, его семья переехала в Йоханнесбург. Отец работал учителем, а мать — поваром и уборщицей в школе для слепых.
Хотя он мечтал стать врачом, семья не могла себе позволить дорогостоящее обучение. Вслед за отцом он стал учителем, преподавал в колледже и школе. Однако, в связи с усилением политики апартеида и законодательным закреплением неравенства в правах на образование белого и чернокожего населения ЮАР, уволился. Десмонд Туту занялся изучением теологии и в 1960 году стал англиканским священником. Одной из первых в этом качестве стала должность Университета Форт-Хэр — на то время единственного университета для чернокожих в ЮАР. Впоследствии он продолжил обучение, некоторое время жил в Великобритании, где был приходским священником.
В 1975 году Десмонд Туту стал первым чернокожим деканом собора Девы Марии в Йоханнесбурге.
Десмонд Туту получил известность благодаря своей борьбе с режимом апартеида в 1970-х годах. Он стал первым чернокожим епископом в ЮАР в 1984 году, а также возглавлял Южно-африканский совет церквей и Всеафриканскую конференцию церквей.
После уничтожения режима апартеида он возглавил Комиссию истины и примирения по расследованию преступлений, совершенных в ЮАР в 1970-х и 1980-х годах. Нобелевская премия была присуждена Туту в 1984 году за лидирующую роль в кампании по борьбе с апартеидом.
В 2010 году Десмонд Туту завершил общественную деятельность в свой 79-й день рождения.
Был близким другом Нельсона Манделы, и вместе с женой принимал участие в церемонии прощания с Манделой в 2013 году. Церемония омрачилась неприятным известием — неизвестные обокрали дом Туту, когда он выступал с речью. Ранее в августе того же года злоумышленники пробрались в дом Туту ночью и, пока архиепископ спал, украли несколько предметов домашнего обихода.
Скончался 26 декабря 2021 года в Кейптауне. Тело Десмонда Туту было ресомировано.
Среди его прихожан была, в частности, южноафриканская модель и фотомодель, журналист и королева красоты; победительница конкурса «Мисс Вселенная 1978 года» Маргарет Гардинер.

## Семья
С 1955 года Туту состоял в браке с Ли Номализо Шенксане. Воспитали трёх дочерей и сына.

## Награды
- Нобелевская премия мира (1984) — «за мужество и героизм, проявленные в борьбе против апартеида»
- Темплтоновская премия (2013)

## Выступления в фильмах и медиа
- Мультфильм «Джок» — озвучка персонажа Баба.
- The Late Late Show with Craig Ferguson (Фергюсон получил премию Пибоди) (2009)
- Fierce Light documentary by Velcrow Ripper (2008)
- Iconoclasts Desmond Tutu and Richard Branson (2008)
- I Am Because We Are (2008)
- For the Bible Tells Me So (2007)
- Virgin Radio (2007) — Туту позвонил на радио Virgin 15 Октября 2007 в передачу «Кто называется Христианином», передачу, поднимающую вопросы благотворительности и пожертвований.
- The Foolishness of God: Desmond Tutu and Forgiveness (2007) (post-production)
- Our Story Our Voice (2007) (завершен)
- 2006 Trumpet Awards (2006) (телевидение)
- Nobelity DVD (2006)
- De skrev historie (1 эпизод, 2005)
- The Shot That Shook the World (2005) (телевидение)
- The Peace! DVD (2005) (видео)
- The Charlie Rose Show (1 эпизод, 2005)
- Out of Africa: Heroes and Icons (2005) (телевидение)
- Big Ideas That Changed the World (2005) (минителесериал)
- Breakfast with Frost (3 эпизода, 2004—2005)
- Tavis Smiley (1 эпизод, 2005)
- The South Bank Show (1 эпизод, 2005)
- Wall Street: A Wondering Trip (2004) (телевидение)
- The Daily Show (1 эпизод, 2004)
- Bonhoeffer (2003)
- Long Night’s Journey Into Day (2000)
- Epidemic Africa (1999)
- Cape Divided (1999)
- A Force More Powerful (1999)

### Упоминания в песнях
- Упоминается в хите Эдди Гранта «Gimme Hope Jovanna» (1988).
- Композиция Туту в альбоме Майлза Дэвиса 1986 году посвящена Туту. Заглавный трек, написанный Маркусом Миллером, стал стандартом джаз-фьюжна.
- Кадры с молящимся Десмондом Туту, как символом противодействия апартеиду, появляются в клипе Майкла Джексона Man in the Mirror.